# マーキュリー (帝都高速度交通営団)
マーキュリーは帝都高速度交通営団（営団地下鉄）が設置したマスコット。

日本橋駅の改札付近に設置されているマーキュリー

マーキュリー（正面と説明板）

## 概説
デザインは彫刻家の笠置季男の手による。『戦後復興と伸びゆく若者の希望に燃えた感情を表現したい』として『マーキュリー』をモチーフにデザインされた。
1951年、営団地下鉄によって銀座駅入口に設置したのをはじめとして、主要駅の入口に設置された。設置当初は金色に塗られていたことから盗難が相次ぎ、改めてブロンズ色に塗り直されて再設置されたエピソードがある。
その後、駅改築などで数を減じているが、東京地下鉄（東京メトロ）に事業が継承された現在でも、いくつかの駅で見ることができる。
「マーキュリー」の名称は、2020年に創立された東京メトロの女子駅伝部に受け継がれている。

## 設置駅
- 地下鉄博物館　入館口内
- 銀座駅　丸ノ内線、銀座線、日比谷線各改札口
- 大手町駅　東西線コンコース付近
- 上野駅　銀座線改札内
- 浅草駅　銀座線3番出口付近（地上）
- 日本橋駅　銀座線・東西線改札内
- 池袋駅　丸ノ内線改札口、池袋ショッピングパーク（ISP）地上出口等
- 東京地下鉄　本社1階
- 東京地下鉄　総合研修訓練センター　エントランス
- 東京地下鉄　都内某施設